# Kim Dzsiszong
Kim Dzsiszong (hangul: 김지성, handzsa: 金智星, RR: Kim Ji-sung; 1924. november 7. – Szöul, 1982. november 12.) dél-koreai labdarúgó-középpályás.